# Lluís Companys
Lluís Companys i Jover (Tarrós, 21 de junio de 1882-Barcelona, 15 de octubre de 1940) fue un político y abogado español, de ideología catalanista y republicana, líder de Esquerra Republicana de Catalunya, ministro de Marina de España en 1933 y presidente de la Generalidad de Cataluña desde 1934 hasta 1940. Exiliado tras la Guerra Civil, fue capturado en Francia por la Gestapo, a petición de la policía franquista, y trasladado a España, donde fue torturado, sometido a un consejo de guerra y finalmente fusilado en el castillo de Montjuic.

## Primeros años
Lluís era hijo de una familia de propietarios rurales de buena posición de la comarca de Urgel en la provincia de Lérida. Su padre, Josep Companys i Fontanet, era un hombre ilustrado y de ideas liberales. Su madre, María Luisa de Jover, era de origen noble y ascendencia aragonesa. Lluís fue el segundo de 10 hermanos, de los que sobrevivieron 8, 5 varones y 3 mujeres. Con 8 años, sus padres lo enviaron a estudiar, interno, a Barcelona en el prestigioso Liceo Polyglota. Allí cursó el bachillerato y conoció a Francesc Layret, 2 años mayor que él.
En 1898 ingresó en la Universidad de Barcelona para estudiar Derecho. Se involucró en actividades políticas de carácter republicano, posiblemente por influencia de Layret, que también estudiaba Derecho en la universidad barcelonesa. En 1900 participó en la fundación de la Asociación Escolar Republicana en la universidad junto a Layret. También publicaron un semanario, La Defensa Escolar, en el que Companys escribió sus primeros artículos. Por entonces tomó la palabra en su primer mitin político, un acto de carácter anticlerical celebrado en la plaza de toros de Barcelona.

## Inicio de su actividad política
Licenciado en 1903, ingresó en la Unión Republicana de Nicolás Salmerón. En 1906, con motivo del incendio por militares de las redacciones de las revistas catalanistas Cu-Cut! y La Veu de Catalunya y la aprobación, como consecuencia de ello, de la ley de Jurisdicciones, se formó la coalición electoral Solidaridad Catalana. Unión Republicana se dividió entre los partidarios de unirse a la coalición catalanista, encabezados por Salmerón, y los contrarios a ello que, encabezados por Alejandro Lerroux, abandonaron el partido (creando dos años después el Partido Republicano Radical). Companys, al igual que Layret y la mayor parte de la militancia de las comarcas del interior permanecieron en Unión Republicana y se unieron a Solidaridad Catalana. A pesar de su éxito en las elecciones de 1907, la coalición evidenció pronto su debilidad, desapareciendo después de la Semana Trágica (1909), debido a la heterogeneidad y diversidad de intereses de sus integrantes. En la represión posterior a la Semana Trágica, Companys fue detenido por primera vez siendo liberado al no serle imputado ningún cargo.

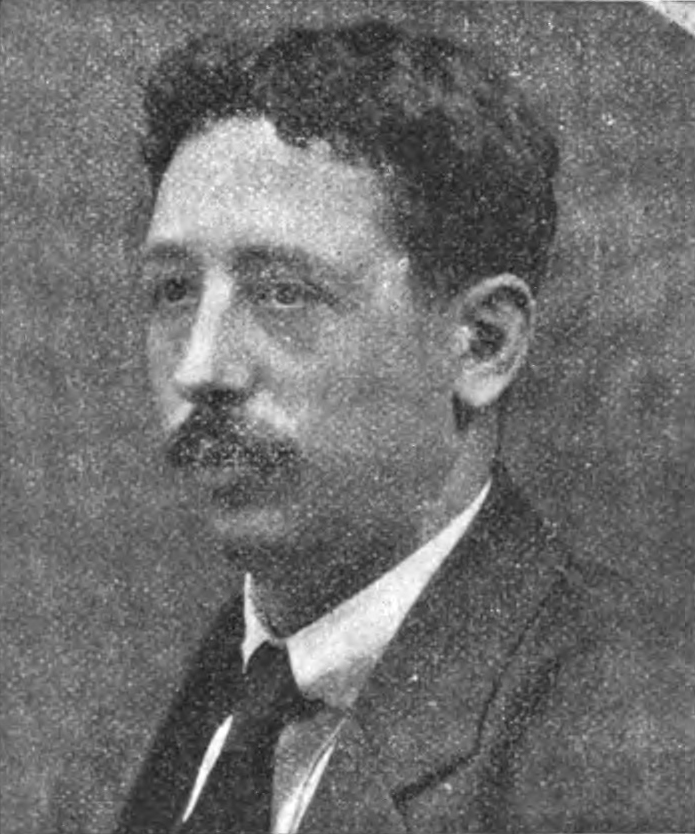
Retrato de Lluís Companys publicado en 1915

En 1909 la debilitada Unión Republicana, circunscrita básicamente ya a Cataluña, se coaligó con el Centre Nacionalista Republicà y los federales en una alianza electoral que se presentó a las elecciones de 1910. En abril de 1910, a iniciativa de Joaquim Lluhí, se convirtió en un único partido, la Unión Federal Nacionalista Republicana. Companys fue nombrado presidente de su sección juvenil. Como consecuencia de su intensa actividad juvenil fue detenido quince veces siendo calificado de «individuo peligroso» en los informes policiales.
El 17 de octubre de 1910 Companys contrajo matrimonio con su primera mujer, Mercé Micó, con la que tuvo dos hijos, Lluís Companys i Micó (Lluïset), nacido en 1911, y Maria de l'Alba (igual que una de sus tías paternas), nacida en 1915. Su hijo mayor manifestó durante su juventud síntomas de esquizofrenia que se agravaron y complicaron en la edad adulta con una tuberculosis ósea. La enfermedad de su hijo mayor fue siempre fuente de preocupación para Companys.
La Unión Federal Nacionalista Republicana tuvo su mayor éxito en las elecciones de 1910 en las que obtuvo once diputados. Sin embargo la muerte de su líder, José María Vallés, en 1911, produjo la desbandada del partido en 1912. Este hecho coincidió con la creación del Partido Reformista de Melquíades Álvarez, en el que ingresó el ala menos nacionalista de la UFNR, entre cuyos integrantes se encontraba Companys. También entró en la órbita del reformismo en el periódico republicano La Publicidad, para el cual trabajó Companys desde 1904 en la sección de política municipal barcelonesa. Allí coincidió con José Zulueta, Laureano Miró y Eusebio Corominas. Durante esa época, el periodismo constituía la mayor fuente de ingresos de Companys. También fue el fundador de los semanarios La Aurora y La Barricada, del que fue redactor jefe en 1912.
En 1913 fue candidato en Barcelona del Partido Reformista en las elecciones municipales en el distrito Sants-Les Corts, sin resultar elegido. Al año siguiente abandonó el reformismo aunque mantuvo su vinculación con La Publicidad. En esta publicación coincidió en 1915 con Marcelino Domingo (director del periódico, del que Companys era redactor jefe), con el que mantendría una relación muy estrecha y compartiría trayectoria política hasta el advenimiento de la República. En mayo de ese año, Domingo, Companys y Layret crearon el Bloc Republicà Autonomista (BRA), el cual se presentó a las elecciones del año siguiente. Domingo se presentó candidato por el distrito de Tortosa, en Tarragona, del que era natural, en tanto que Companys, encabezando una «candidatura republicana obrera», lo hacía por Roquetas, distrito próximo al tortosino. Domingo resultó elegido, en tanto que Companys fue derrotado por un amplio margen por el candidato dinástico liberal. Esta candidatura de Companys fue la primera candidatura republicana en aquel distrito.
Hasta entonces había trabajado como periodista. En junio de 1916 hizo los ejercicios de grado y recibió el título de licenciado en Derecho, inscribiéndose en el Colegio de Abogados de Barcelona. Después de trabajar como pasante en dos bufetes, comenzó a ejercer como abogado laboralista de militantes obreros y otros clientes sin recursos. Paralelamente, Companys continuó su labor periodística. En septiembre de 1916, Companys, Layret y Domingo fundaron un nuevo periódico, La Lucha, como órgano de expresión del BRA. Companys era el redactor jefe y responsable de la información política, Domingo el director y Layret era el financiador de la empresa.
En abril de 1917 el BRA se fusionó con más de 150 formaciones para formar el Partit Republicà Català (Partido Republicano Catalán, PRC). La Lucha se convirtió en su órgano de expresión. Muy ideologizado y combativo, en ella publicaron líderes obreros y socialistas como Pablo Iglesias o Miguel de Unamuno. La Lucha se opuso rotundamente a la guerra de Marruecos, abogaba por la autonomía catalana (el PRC fue uno de los principales defensores del proyecto de estatuto de autonomía catalán de 1919) y la causa aliada en la Primera Guerra Mundial. Todo ello llevó a la publicación a tener frecuentes problemas con la censura.

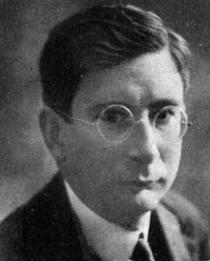
Marcelino Domingo compartió trayectoria política con Companys en el Bloc Republicà Autonomista y en el Partit Republicà Català. Ambos participaron en la fundación del Partido Republicano Radical Socialista y de la Esquerra Republicana de Catalunya. Sus caminos se separaron en 1932, cuando Domingo optó por el PRRS.

Durante 1917, el PRC había participado en la Asamblea de Parlamentarios, una reunión de la mayoría de los parlamentarios catalanes (salvo los de los partidos dinásticos) que, con las Cortes cerradas, propugnaba la convocatoria de elecciones a Cortes Constituyentes, de cara a una nueva organización del Estado que reconociera la autonomía de las regiones. Sin embargo, la disolución de la Asamblea por parte del gobierno y la huelga revolucionaria de 1917 hizo que la conservadora Lliga Regionalista se apartase de sus aliados republicanos. Ante ello, estos se presentaron unidos en la convocatoria de elecciones municipales de noviembre de 1917. Companys resultó elegido concejal por el distrito barcelonés de El Raval dentro de una candidatura radical. Sus posturas políticas estaban entonces lejos del catalanismo. Tal como narra el historiador Hilari Raguer, al ser también elegido Manuel Carrasco Formiguera como concejal en Barcelona, Companys se negó a dejarle pasar alegando que era un separatista y que debía gritar primero "¡Viva España!".
Los años que trascurrieron entre 1917 y 1922 fueron de una extrema violencia social en Barcelona. Fue la época del pistolerismo en los que se enfrentaron, de una parte, los sectores más violentos del anarcosindicalismo, partidarios de la "acción directa" y de otra escuadrones de pistoleros pagados por los empresarios, con la intervención de la represión estatal en apoyo de los patronos. Todo ello se saldó con centenares de muertos, en su mayoría obreros. Ejerció entonces, junto a su amigo Layret, como abogado defensor de numerosos sindicalistas aproximándose al anarcosindicalismo. También retomó una antigua amistad de la infancia con Salvador Seguí («El Noi del Sucre»; en castellano, «El Chico del Azúcar»), el cual había nacido en Tornabous, pueblo vecino de Tarrós. El padre de Seguí trabajaba para la familia de Companys, y ambos habían compartido juegos infantiles. En 1918, en un ambiente de huelgas generalizado, el gobierno decretó el estado de excepción y, entre otros muchos, Companys permaneció detenido durante varios días. En febrero de 1919 comenzó la huelga de La Canadiense, que duró casi dos meses y desembocó en una huelga general. Companys intervino en las negociaciones entre huelguistas y patronos, convencido de la necesidad de establecer alianzas entre el obrerismo anarquista y la izquierda republicana autonomista. Companys trató de involucrar al gobierno en la negociación y, ante su negativa, intentó que fuese el Ayuntamiento de Barcelona, del que era concejal, el que mediara. La negativa del alcalde hizo que Companys tildara al consistorio de esquirol, razón por la que fue encarcelado durante un mes. La radicalización y el acercamiento a los postulados obreristas por parte de Companys y Layret se acentuó durante ese año. En septiembre, ambos solicitaron la adhesión del PRC a la III Internacional. Aunque la solicitud nunca se materializó, el movimiento significó que abandonaron el partido los sectores más centristas y nacionalistas.

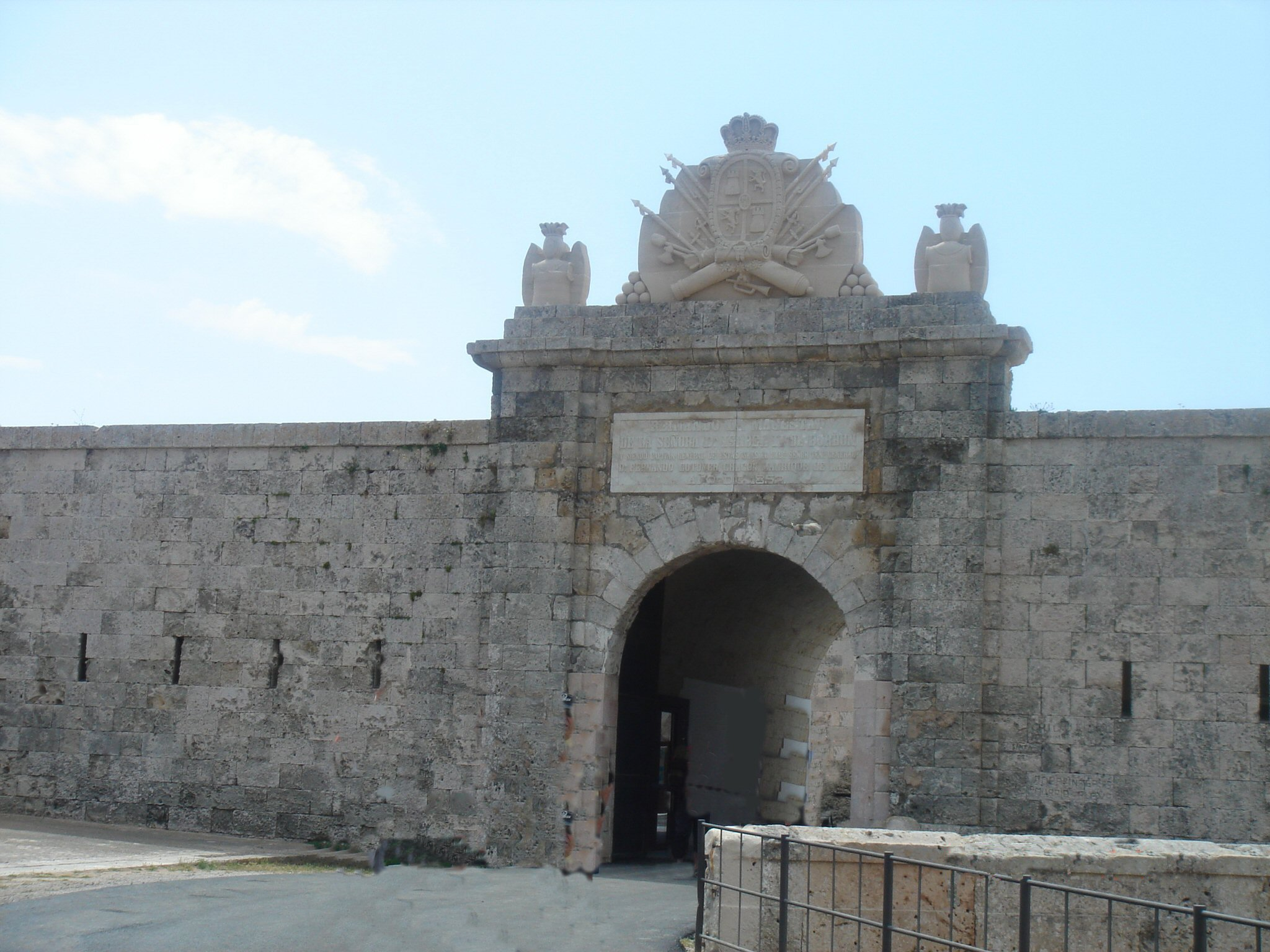
Entrada a la fortaleza de la Mola, en Mahón (Menorca), donde Companys fue deportado en 1920.

En diciembre de 1919 y enero de 1920 se produjo un cierre patronal en Barcelona, hecho que marcó el triunfo de la patronal en el conflicto social. En noviembre ese año, el gobernador civil Martínez Anido había ordenado la detención de los dirigentes obreros. Companys, junto a Salvador Seguí, Martí Barrera, Josep Viadiu, entre otros sindicalistas, fue encarcelado. El 30 de noviembre, tres días después de su detención, y con otros treinta y cinco presos, fue deportado al castillo de la Mola en Mahón (Islas Baleares). Layret fue asesinado cuando se disponía a asumir su defensa. A pesar de su deportación, en las elecciones legislativas de diciembre de 1920 Companys fue elegido diputado por Sabadell en la candidatura del PRC en el lugar que debía ocupar el fallecido Layret, que ostentaba el escaño, logrando la inmunidad parlamentaria, lo que le libró de la cárcel. Paralelamente, Companys siguió con sus labores periodística. Aunque La Lucha había tenido que cerrar en junio de 1919, tras salir de la cárcel se hizo con la dirección del diario republicano L'Avenir de Sabadell, fundado por Layret y en el que ya colaboraba. Durante 1922, fue uno de los impulsores de la Unió de Rabassaires, un sindicato de viticultores no propietarios que también expandió su ámbito de acción a aparceros y arrendatarios, así como fundador de su órgano de expresión, el bisemanario La Terra, del que también sería director. El apoyo de la Unió fue trascendental para revalidar su escaño por Sabadell en las elecciones de abril de 1923.

## La dictadura de Primo de Rivera
En septiembre de 1923, el general Miguel Primo de Rivera, capitán general de Cataluña, dio un golpe de Estado con el apoyo del ejército y la aprobación del rey Alfonso XIII. La dictadura duró más de 6 años. Durante la misma, Companys centró sus esfuerzos en potenciar la Unió de Rabassaires, de la que fue abogado asesor desde 1925. El sindicato prestó su apoyo a la Alianza Republicana, el órgano de coordinación de partidos y fuerzas de oposición a la dictadura y a la monarquía de Alfonso XIII, al que pertenecía el PRC, con Marcelino Domingo como representante. Creada en 1926 tenía al líder radical Alejandro Lerroux como figura destacada. Companys fue uno de los dirigentes republicanos que participaron en el homenaje que recibió Lerroux en Barcelona en junio de 1926. Sus actividades opositoras no se limitaron a la acción política y sindical: en enero de 1929 Companys participó desde Barcelona en la fallida intentona insurreccional promovida por Sánchez Guerra (precisamente quien, como presidente del Consejo de Ministros, había destituido a Martínez Anido en 1922), por lo que fue detenido y pasó tres meses en prisión. En diciembre fue uno de los firmantes del manifiesto que publicó el PRC en pro del entendimiento entre las fuerzas republicanas catalanas y su coordinación con los republicanos del resto de España. Fruto de este llamamiento, y de la acción del grupo de intelectuales catalanistas agrupados en torno al semanario L'Opinió, fue la firma, en mayo de 1930, del Manifiesto de Inteligencia Republicana por parte de representantes de los grupos republicanos y de izquierdas catalanes de todas las tendencias, incluyendo a representantes de la CNT. Entre los firmantes del manifiesto se encontraba Companys. Pocos días después, el Partido Republicano Radical Socialista (PRRS), fundado el año anterior, entre otros, por Marcelino Domingo, correligionario de Companys en el PRC, publicó su primer manifiesto al que Companys se adhirió.

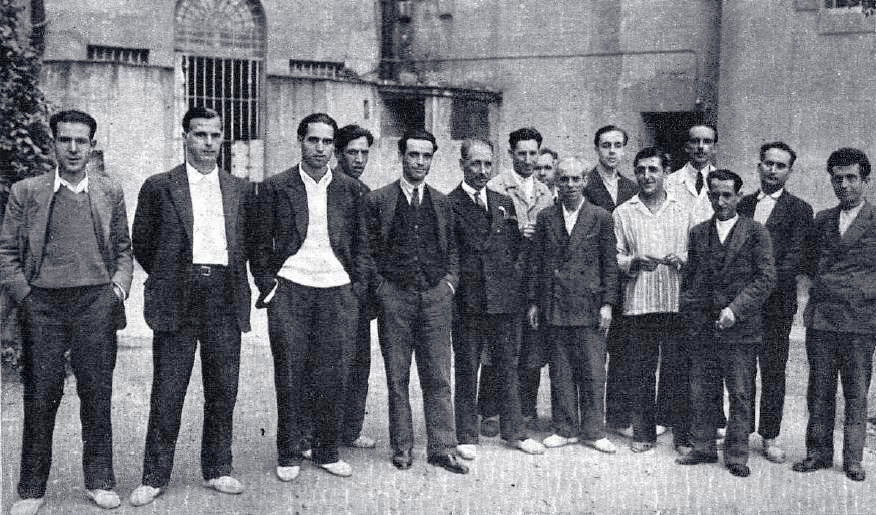
Fotografía de varios presos políticos encarcelados en la Cárcel Modelo de Barcelona en noviembre de 1930. Entre ellos, Lluís Companys, su hijo, Ángel Pestaña, Joan Lluhí i Vallescà o Emili Granier Barrera.

La firma del Manifiesto de Inteligencia Republicana no fructificó en un frente o coalición electoral debido a las divergencias entre las organizaciones firmantes. Por ello en octubre de 1930 Companys y otros miembros de su partido, así como republicanos independientes, hicieron un llamamiento en L'Opinió para la convocatoria de una Conferencia de Izquierdas Catalanas. La conferencia se celebró en Barcelona entre el 17 y el 19 de marzo de 1931. En ella participaron Estat Català (después de superar las reticencias iniciales y tras el retorno del exilio de su líder, Francesc Macià, el Partit Republicà Català, el grupo formado en torno a L'Opinió, así como diversos grupos republicanos de las comarcas catalanas, antiguos núcleos federales, algunos radicales y otros grupos nacionalistas de reciente creación. Aunque Companys fue el presidente de la comisión organizadora de la conferencia, no pudo asistir al haber una orden de detención en contra suya, lo que le obligó a enviar su discurso de apertura para ser leído en la conferencia. En ella se debatieron varias ponencias. La relativa al problema agrario había sido coescrita por Companys.
De la conferencia nació un nuevo partido, en el que se integraron las personas y organizaciones existentes: Esquerra Republicana de Catalunya (ERC). Companys fue elegido miembro de la ejecutiva del partido. ERC era un partido interclasista, que incluía en su seno desde rabassaires del mundo rural a sectores del proletariado industrial pasando por la pequeña burguesía. La posición política de Companys, fundador de la Unió de Rabassaires y abogado de numerosos dirigentes anarcosindicalistas, podría ser uno de los factores de este amplio espectro social. Políticamente, ERC incluía tendencias independentistas, provenientes del Estat Catala de Macià, el republicanismo federal de Companys o el izquierdismo del grupo de L'Opinió.

## Segunda República

### La proclamación de la República en Barcelona

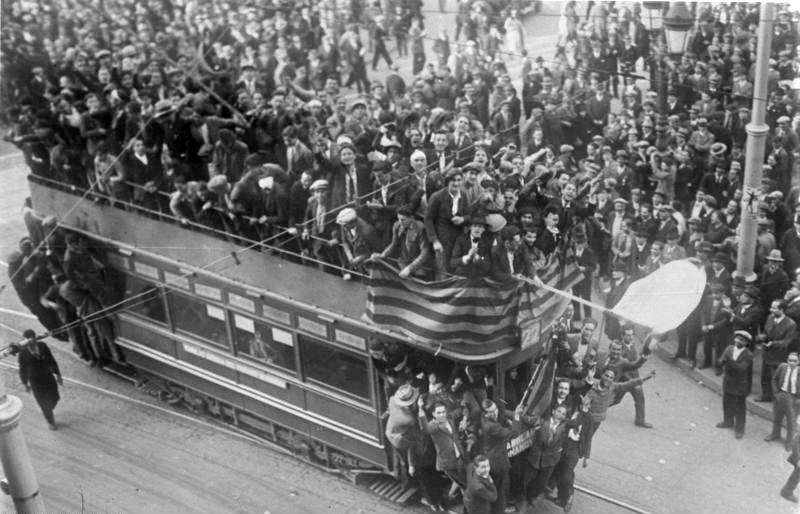
Proclamación de la Segunda República en Barcelona.

Después de la formación de Esquerra Republicana, se le planteó al nuevo partido el dilema de concurrir o no a las inminentes elecciones municipales del 12 de abril de 1931. Las distintas tendencias dentro del partido tenían posturas diferentes y Companys logró convencer a los abstencionistas, encabezados por Macià y el sector procedente de Estat Català de la necesidad de participar. La propuesta de Esquerra era encabezar candidaturas conjuntas republicanas catalanistas, pero la negativa de Acció Catalana Republicana a unirse a Esquerra en una coalición en Barcelona, hizo que finalmente solo Unió Socialista de Catalunya participara en la candidatura de Esquerra Catalana. Diseñadas las candidaturas, Companys formó parte de la lista al ayuntamiento de Barcelona por el distrito VIII. Como en el resto de España, los resultados constituyeron un rotundo éxito de las candidaturas republicanas. Entre estas, la candidatura de Esquerra fue la inesperada triunfadora, obteniendo 25 concejales, entre los que se encontraba Companys, en tanto que los radicales (en una candidatura de Conjunción Republicano-Socialista con el PSOE, la UGT y los federales) obtenían 12 concejales. También resultó elegido un republicano independiente. Entre las fuerzas no republicanas solo la Lliga Regionalista con 12 concejales obtuvo representación.

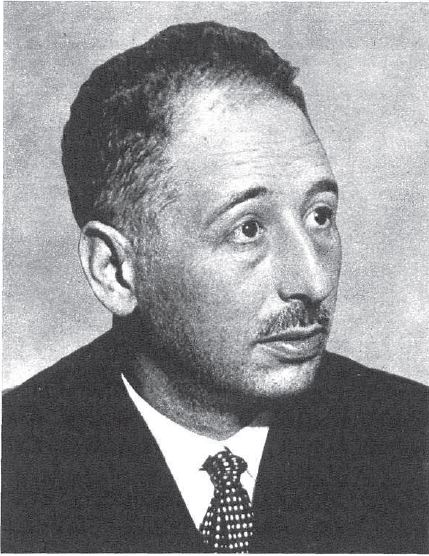
«Don Luis Companys, Gobernador civil de Barcelona», en el artículo «Cómo se proclamó la República en Barcelona» (Mundo Gráfico, número 1017, página 4, 29 de abril de 1931).

Conocidos los resultados, la cúpula de ERC trató de acordar un plan de acción. La noche del lunes 13, los dirigentes del partido, con Macià al frente, se reunieron, sin llegar a decidir una estrategia, si bien aquel se mostró decidido a actuar al día siguiente. Por la mañana, Companys se reunió con varios de los concejales electos de su partido, recibiendo el grupo la orden de Macià de dirigirse al ayuntamiento, al que él también se dirigiría. Al mediodía accedió, junto con Nicolau Battestini, Josep Bertran de Quintana y Amadeu Aragay y otros, al ayuntamiento. Allí, depusieron al alcalde accidental Antonio Martínez Domingo y, tras ser aclamado como alcalde por sus compañeros y hacerse con una bandera tricolor, Companys salió al balcón que da a la plaza de Sant Jaume y proclamó la República a la una de la tarde. A continuación, Companys remitió un telegrama al presidente del comité revolucionario, Niceto Alcalá-Zamora: «Esta mañana, a las doce, acompañado de los concejales electos, he requerido al alcalde accidental, señor Martínez Domingo, la entrega de la vara de alcalde y del cargo, lo que ha hecho haciendo constar su protesta. Le saludo: Companys». Una hora más tarde, Macià se dirigió al ayuntamiento también y, desde el mismo balcón, a las dos y cuarto de la tarde, proclamó el «Estado catalán, que con toda cordialidad procuraremos integrar en la Federación de Repúblicas Ibéricas». Inmediatamente, Macià cruzó la plaza, entró en la Diputación Provincial (el actual Palacio de la Generalidad) y anunció que se hacía cargo de un Gobierno provisional para Cataluña, destituyendo a continuación a los máximos poderes judicial y militar del territorio. Por la tarde, se proclamaba la República en Madrid y el comité revolucionario se constituía en Gobierno provisional, bajo la presidencia de Niceto Alcalá Zamora.
Companys y los correligionarios que habían proclamado la República provenían fundamentalmente del PRC y del grupo de L'Opinió y formaban el ala republicana del partido, que afrontaba el hecho catalán integrando a Cataluña dentro de una solución federal. Macià, por su parte, representaba a la facción procedente de Estat Català, partidaria de la independencia de Cataluña, aun permitiendo alguna solución de tipo confederal. No obstante, la iniciativa tomada por Companys al acudir al ayuntamiento perseguía hacerse con la alcaldía, algo que no consiguió, puesto que Macià prefirió que se encargase de una función de menos exposición pública, la de gobernador civil de Barcelona. El mismo día 14 de abril, Macià envió a Companys a tomar el gobierno civil, que en la situación de confusión había sido ocupado por el radical Emiliano Iglesias. El nombramiento de Companys como nuevo gobernador civil fue aprobado por el ministro de Gobernación del Gobierno provisional de la República, Miguel Maura y refrendado oficialmente el 24 de abril. Companys siguió con la responsabilidad de gobernador civil hasta el mes de junio, cuando dimitió, siendo sustituido por Carlos Esplá. Companys declaró que abandonaba la responsabilidad de gobernador para reanudar su labor política y preparar la campaña electoral para las inminentes elecciones a Cortes Constituyentes.
La proclamación de la República Catalana por parte de Macià abrió un conflicto con el recién constituido Gobierno provisional de la República. Para resolverlo, tres días después, tres ministros del Gobierno provisional (los catalanes Marcelino Domingo y Lluis Nicolau d'Olwer, más Fernando de los Ríos) llegaban a Barcelona para negociar con Macià (un proceso en el que no participó Companys), alcanzando un acuerdo por el que Macià renunciaba a la República Catalana a cambio del compromiso del Gobierno provisional de que presentaría en las futuras Cortes Constituyentes un estatuto de autonomía para Cataluña, previamente «aprobado por la Asamblea de Ayuntamientos catalanes», y del reconocimiento del gobierno catalán, que dejaría de llamarse Consejo de Gobierno de la República Catalana para tomar el nombre de Gobierno de la Generalidad de Cataluña. La nueva Generalidad de Cataluña asumiría las funciones de las cuatro diputaciones provinciales catalanas y sería la encargada de organizar una asamblea con representantes de los Ayuntamientos hasta que no fuera elegida por sufragio universal. Esta asamblea, denominada Diputación provisional de la Generalidad se constituyó mediante elecciones indirectas realizadas el 24 de mayo entre todos los concejales catalanes y tenía dos objetivos principales: presentar la ponencia del estatuto de autonomía y organizar el plebiscito para su aprobación. Companys fue elegido miembro de la Diputación en representación del partido judicial de Sabadell. La primera reunión de la Diputación Provisional tuvo lugar el 9 de junio. En ella se eligió a los once diputados que formarían parte de la ponencia estatutaria. Companys estaba entre ellos, si bien no participó directamente en la redacción del anteproyecto, ya que se eligió una comisión redactora reducida compuesta por cinco miembros. También se eligió a la mesa de la nueva asamblea, siendo elegido Jaume Carner, independiente próximo a Esquerra, como presidente y Lluís Companys y Josep Irla, ambos pertenecientes a Esquerra, como vicepresidentes. Companys sustituiría provisionalmente a Carner en enero de 1932, cuando aquel fue nombrado ministro de Hacienda.

### Las Cortes Constituyentes
En las elecciones generales del 28 de junio de 1931, Companys fue elegido diputado por la provincia de Barcelona, en la lista de Esquerra Catalana, que incluía candidatos de ERC, USC e independientes, y que obtuvo una amplísima victoria sobre la Lliga. Companys fue el segundo candidato más votado en su circunscripción, tras Josep Suñol i Garriga. Marginado por Macià de posiciones de responsabilidad en Cataluña, la ejecutiva del partido decidió enviar a Companys a Madrid para liderar la representación parlamentaria catalana. En las Constituyentes, Companys ejerció la jefatura del grupo parlamentario de Esquerra desde su constitución, en julio de 1931, hasta septiembre de 1932. Fue también el presidente de la minoría catalana, grupo constituido por los diputados catalanes que apoyaban el Estatuto de autonomía de Cataluña. Aunque no quiso formar parte de la Mesa de las Cortes, formó parte de la Diputación Permanente, así como de la comisión de Reforma Agraria, prueba del interés de su partido de participar no solo en lo relacionado con la autonomía catalana. En palabras de Companys tras la constitución de las Cortes: «Los Diputados catalanes hemos venido aquí a defender nuestro Estatuto a la fraternal comprensión de los señores Diputados y a su sentido democrático; pero hemos venido también para intervenir en otras cuestiones que afectan a la grandeza de España: la Constitución, la Reforma agraria, las leyes sociales».
En las Cortes Constituyentes, Companys tuvo una participación muy relevante, llevando el protagonismo de la minoría, junto con Lluhí. En su condición de presidente de la minoría, estableció un contacto directo y personal con Macià, que era quien fijaba las posiciones que debía adoptar la minoría en las Cortes. Inicialmente Companys se mostró muy crítico con los gobiernos provisionales encabezados por Alcalá-Zamora, a los que veía muy poco audaces en su política de reformas: «en el país existe un afán nervioso y difuso de que se le gobierne revolucionariamente; hay una apetencia de reformas inmediatas y subversivas que serían constructivas, porque hoy gobernar revolucionariamente es cumplir el sentido gubernamental de la política». También protagonizó varios enfrentamientos con el ministro de Trabajo, el socialista Francisco Largo Caballero, acusándole de favorecer a la UGT, en detrimento de la CNT, con la que Esquerra mantenía un acuerdo tácito, lo que había permitido mantener la paz social en Cataluña en los primeros meses de la República. También intervino intensamente en los debates constitucionales, especialmente en los temas relacionados con la autonomía catalana. Tras el nombramiento de Manuel Azaña como presidente del Consejo de Ministros en octubre de 1931, Esquerra se convirtió en uno de los apoyos clave del gobierno, especialmente tras el abandono del Partido Radical de la coalición gubernamental, si bien no quiso entrar en el ejecutivo. Paralelamente, Companys siguió con su actividad periodística, fundando y ejerciendo la dirección de La Humanitat, que más tarde se convertiría en el órgano oficial de Esquerra Republicana de Catalunya. Su primer número salió a la calle el 9 de noviembre de 1931. Su papel como director de La Humanitat le permitió conservar su influencia dentro de la dirección del partido.

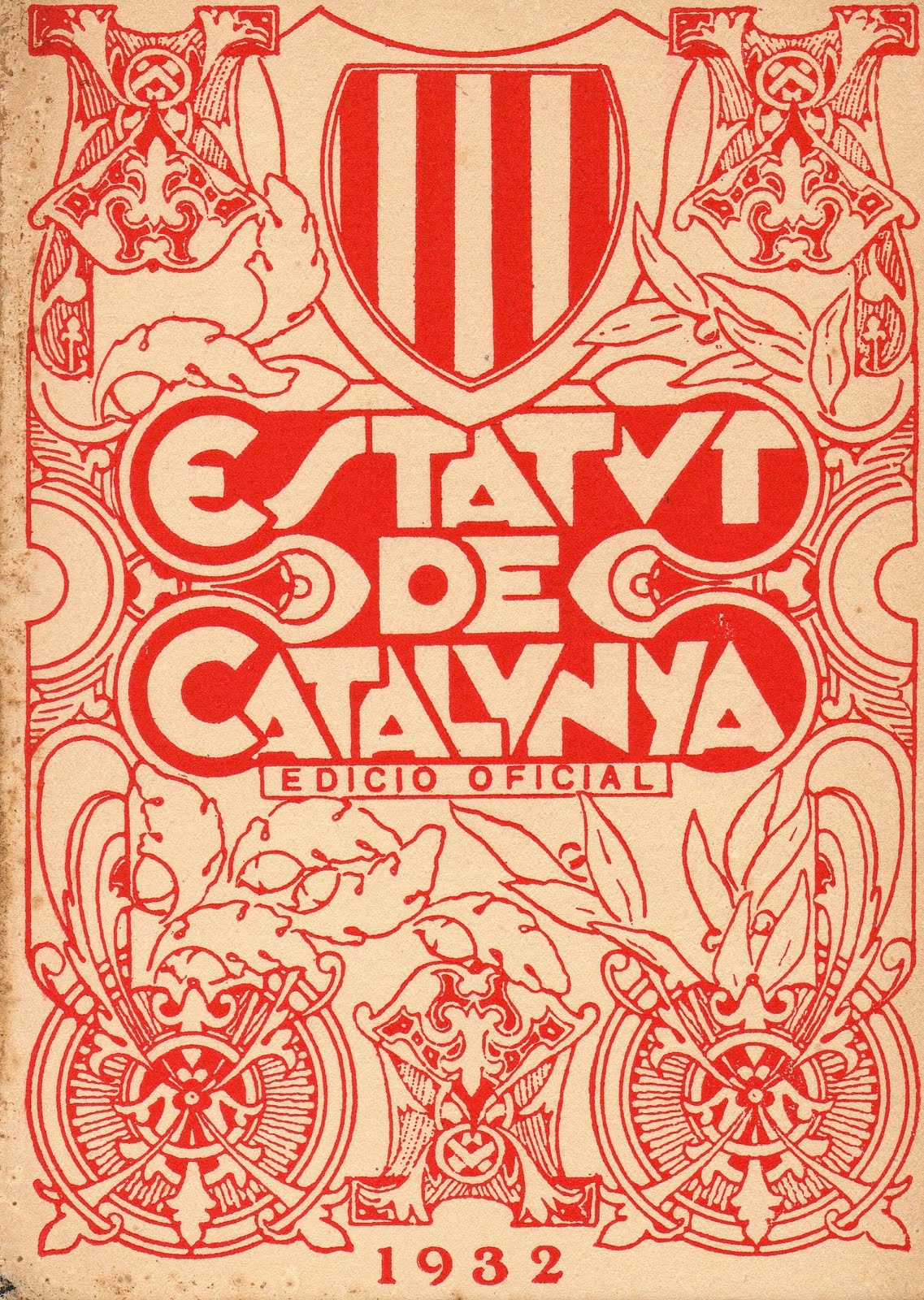
Portada del estatuto de autonomía de Cataluña de 1932

En noviembre de 1931, Companys se vio salpicado por el escándalo Bloch, un polémico asunto relacionado con los contactos que el financiero francés M. Bloch (condenado por estafa) había tenido con varios parlamentarios de ERC durante una breve visita a Madrid. El asunto tuvo mucha repercusión en los medios políticos y periodísticos de toda España pidiéndose dimisiones y responsabilidades políticas. Ante ello, Companys presentó a Macià su dimisión como líder tanto del grupo de ERC como de la minoría catalana. La dimisión no fue aceptada ni por la ejecutiva del partido ni por Macià, por lo que los diputados de ERC votaron en contra de aceptar su dimisión y Companys, que se encontraba inmerso en los debates constitucionales, siguió en su puesto. Companys, al frente de su grupo, votó favorablemente la Constitución. También intervino en las deliberaciones en torno a la cuestión religiosa, apoyando la limitación de la presencia de la Iglesia católica en el ámbito público, o en las relativas al sufragio femenino, mostrándose partidario de la extensión del voto a las mujeres. También votó a favor de la reforma agraria. Desde el 6 de mayo de 1932, fecha en la que comenzó la discusión sobre el Estatuto de Cataluña en las Cortes, aprobado en referéndum por los ciudadanos catalanes pero incompatible en algunos aspectos con la nueva Constitución, hasta su aprobación el 9 de septiembre, Companys intervino activamente en los debates. A pesar de que el trámite parlamentario supuso un severo recorte del texto enviado desde Cataluña, tanto Companys como sus compañeros de la minoría catalana votaron a favor de la aprobación del estatuto.
Una vez aprobado el estatuto, el centro de la actividad política de los partidos catalanes se trasladó de las Cortes madrileñas al nuevo Parlamento que se había de constituir en Barcelona, puesto que por primera vez se había creado un espacio político autónomo en Cataluña y era preciso que cada partido consolidase su posición en este nuevo escenario. Fruto de ello es que la actividad de los diputados de Esquerra se redujo de forma drástica en el periodo posterior a la aprobación del estatuto. Al ser elegidos diputados autonómicos, muchos diputados catalanes, aunque no abandonaron su acta en las Cortes, centraron en el Parlamento de Cataluña su acción política.

### Presidente del Parlamento de Cataluña y ministro
En noviembre de 1932, se produjeron las elecciones al Parlamento de Cataluña, en las que Companys fue candidato de ERC por Lérida. Las elecciones dieron un triunfo arrollador a Esquerra Catalana, coalición de ERC con Unió Socialista de Catalunya, los federales, Unió Catalanista y el Partido Radical Autonomista, que obtuvo 67 de los 85 escaños en juego. Companys obtuvo escaño y el día 13 de diciembre fue elegido presidente del Parlamento de Cataluña, por una amplia mayoría (setenta votos a favor y uno en blanco, el suyo seguramente). De esta forma, Companys se convertía en la segunda autoridad de la autonomía catalana, solo después del presidente de la Generalidad de Cataluña, Francesc Macià. Además, en caso de que este muriera o fuese destituido, Companys se convertiría automáticamente en el nuevo presidente. Companys expresó su emoción por haber sido elegido presidente del parlamento de la siguiente forma:

Si alguna vez he sentido profundísima emoción y encima el peso de una gran responsabilidad, ha sido en este momento solemne. Es el proceso de toda una vida accidentada que se corona con la designación con qué acabáis de honrarme; una vida en la cual he encontrado fuertes amarguras, bien compensadas con la representación de la jerarquía histórica que me habéis confiado: la de presidente de las Cortes catalanas restauradas.

Tras su elección, aunque no abandonó su escaño en las Cortes, presentó su dimisión como presidente del grupo parlamentario de Esquerra Republicana, haciéndose cargo del grupo Miquel Santaló.
Su labor al frente de la cámara catalana no fue reseñable, sin desempeñar tampoco un papel institucional. Al contrario, su actuación fue marcádamente partidista, como demostraron diversas declaraciones públicas y mítines políticos en los que intervino durante la primera mitad de 1933.
Companys permaneció al frente de la cámara catalana hasta mediados de 1933, cuando la abandonó para integrarse en el gobierno de la República, el último presidido por Manuel Azaña durante la primera legislatura republicana. La crisis ministerial tuvo su origen en la grave enfermedad, un cáncer de garganta, que sufría Jaume Carner, ministro de Hacienda, elegido diputado como independiente en las candidaturas de Esquerra. Desde febrero, Azaña había supervisado la labor ministerial y, llegado junio, con el grueso de la legislación reformista ya aprobada, pidió permiso al presidente de la República, Alcalá Zamora, para sustituirle. Sin embargo, el presidente decidió abrir una crisis ministerial, en un intento de escorar hacia la derecha la coalición gubernamental. La negativa socialista a participar en un gobierno con los radicales, dejó a Azaña como único candidato a presidente del Consejo, con un gobierno en el que entraron los federales y, por vez primera, ERC. Los propósitos fundamentales de Esquerra para sostener el gobierno eran, por una parte, prolongar la legislatura temiendo un posible triunfo de las derechas en las elecciones. Por otro, presionar para conseguir el traspaso de las competencias contempladas en el nuevo estatuto. En este contexto se produjo la entrada de Companys en el gobierno, sustituyendo como ministro catalán a Carner, pero sin hacerse cargo de su cartera, sino de una de muy bajo perfil, la de Marina, para disgusto del propio Companys y de su partido, que aspiraban a conseguir la de Industria y Comercio. El grado de sintonía personal entre Azaña y Companys no era muy alto.

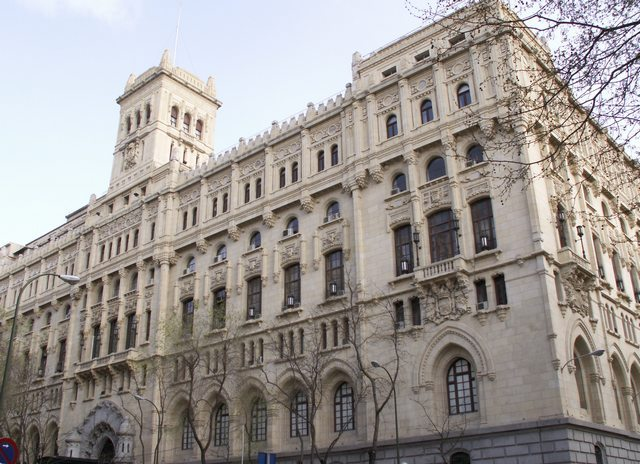
El Ministerio de Marina, en el paseo del Prado de Madrid (actualmente Cuartel General de la Armada).

Companys fue Ministro de la Marina entre junio y septiembre de 1933. Ocupó la cartera con «desgana y sin interés», desarrollando una labor poco reseñable, con escasos proyectos de ley remitidos al parlamento. La salida de Companys del gobierno fue fruto de la retirada de confianza de Alcalá Zamora a Azaña, tras producirse las elecciones a vocales del Tribunal de Garantías Constitucionales. Los sucesivos gobiernos de Lerroux y Martínez Barrio, en los que participó Esquerra pero no Companys, gestionaron el país hasta la convocatoria de elecciones en noviembre de 1933. Retornado a Barcelona, Companys se volcó de nuevo en la política catalana. En octubre había presidido la clausura del II Congreso Extraordinario de ERC, apareciendo como el sucesor natural de Macià, y en noviembre fue candidato en las elecciones generales, siendo el candidato más votado por la circunscripción de Barcelona-ciudad, si bien lo fue gracias a una argucia de Francesc Cambó, que ordenó el voto de sus fieles a Companys con el objetivo de que sobrepasase el umbral del 40% y no hubiese que repetir las elecciones, según disponía la legislación electoral. De esta forma, aunque Companys fue el candidato más votado, la Lliga obtuvo los 14 de los 15 escaños correspondientes a las mayorías en Barcelona-ciudad. Los resultados en toda España supusieron una rotunda derrota para los partidos republicanos de izquierda (salvo la Esquerra catalana) que prácticamente desaparecían del hemiciclo (13 escaños) y una reducida representación para el PSOE (59 escaños), quedando la CEDA como partido con más diputados (202 escaños), con los radicales (115 escaños) en segundo lugar.
La vida de Companys experimentó también cambios durante 1933. Se separó de su esposa Mercé Micó y se unió sentimentalmente a Carme Ballester, una militante del partido que había formado parte de Estat Catalá.

### Presidente de la Generalidad de Cataluña

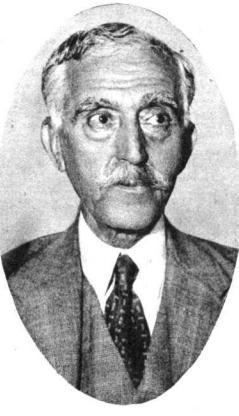
A la muerte de Francesc Macià (en la foto), Companys fue elegido presidente de la Generalidad de Cataluña y líder de Esquerra Republicana de Catalunya.

El 25 de diciembre de 1933, apenas constituido el primer gobierno del bienio radical-cedista, encabezado por Alejandro Lerroux, se produjo la muerte de Francesc Macià, que no pudo recuperarse de una operación de apendicitis. Companys aparecía como el sucesor natural del presidente catalán, especialmente tras la expulsión del partido del grupo de L'Opinió, que había tenido lugar en septiembre y cuyos miembros podían haber sido sus rivales a la hora de liderar el partido y el gobierno catalán. La responsabilidad de elegir al nuevo presidente de la Generalidad estaba en manos del Parlamento, el cual, reunido en sesión extraordinaria el 31 de diciembre, eligió a Companys presidente con 56 votos favorables y 6 abstenciones, entre ellas la suya y la de los diputados de la Lliga Catalana. Previamente, el grupo parlamentario de Esquerra se había reunido para elegir al candidato de su partido. Además de Companys, otros dos candidatos se barajaron como alternativa: Carles Pi i Sunyer y Humbert Torres. La identificación de Companys como la opción republicana, obrerista y rabassaire fue la que hizo que fuese el elegido. Sin embargo, su elección distó de suscitar el apoyo unánime que sí concitaba la figura de Macià. Los sectores más nacionalistas de su propio partido cuestionaban su trayectoria catalanista, por lo que su apoyo interno no era general. Su vinculación con el anarcosindicalismo suscitaba recelos en tanto que desde los sectores más conservadores de Cataluña se ponía en duda su capacidad. Más aún, en contraste con la figura de Macià, al que se consideraba representante de toda Cataluña, Companys era visto como un hombre de partido.
Tras su toma de posesión, y a diferencia del gobierno saliente, creó un gobierno de concentración republicana, en el que participaban consejeros no solo de su partido, de la Unió Socialista de Catalunya o de Acció Catalana Republicana, sino también del Partit Nacionalista Republicà d'Esquerra, el partido creado por los disidentes de L'Opinió. De los siete consejeros de que constaba su gobierno solo tres ocupaban el mismo puesto en el gobierno presidido por Macià. Durante todo su mandato como presidente, Companys presidiría gobiernos de amplia base política.
Una de las primeras medidas impulsadas por el nuevo gobierno fue la Ley de Contratos de Cultivo, que pretendía sustituir los contratos de rabassa morta por otros más favorables para los arrendatarios de viñedos, de forma que los rabassaires pudiesen acceder a la propiedad de la tierra que cultivaban según unas condiciones menos restrictivas que las existentes entonces (los arrendatarios podrían comprar la tierra que trabajaban tras un periodo de cultivo ininterrumpido de quince años; también se estipulaba que los contratos de arrendamiento tuvieran una duración de seis años). Se trataba de la primera ley importante de carácter socioeconómico promovida por la Generalidad de Cataluña y fue aprobada por el Parlamento de Cataluña, por unanimidad (la Lliga se había retirado del Parlamento tras las elecciones municipales catalanas celebradas en enero), el 21 de marzo de 1934. Entró en vigor el 11 de abril. Sin embargo, la nueva legislación contó con la oposición frontal de los propietarios, agrupados en el Instituto Agrícola Catalán de San Isidro, y de la Lliga Catalana, la cual pidió y apoyó el recurso de inconstitucionalidad presentado por el Gobierno de la República, presidido por el radical Ricardo Samper ante el Tribunal de Garantías Constitucionales el 4 de mayo. La argumentación del ejecutivo central era que la competencia sobre obligaciones contractuales la reservaba el artículo 15 de la Constitución de 1931 al Estado, en tanto que la Generalidat aducía que en virtud del artículo 12 del Estatuto, le correspondía la legislación en materia de política social agraria. El 10 de junio de 1934, el tribunal declaró, por 13 votos a 10, que el Parlamento de Cataluña no tenía competencias sobre el tema y anuló por tanto la ley, lo que se tradujo inmediatamente en protestas callejeras en Barcelona y diversos puntos de Cataluña. Ante este hecho, interpretado por Esquerra como una agresión al autogobierno catalán, sus diputados, juntos con los de la Unió Socialista de Catalunya, se retiraron de las Cortes españolas. Por su parte, dos días después de la sentencia, el gobierno catalán hizo aprobar en el Parlamento un texto idéntico al declarado anticonstitucional, especificando además su carácter retroactivo respecto a la fecha inicial de entrada en vigor. Por su parte, las fuerzas de la izquierda republicana española, apoyaban las reivindicaciones catalanas. Así, durante el debate sobre la Ley de Contratos de Cultivo en las Cortes españolas, el 21 de junio, Azaña afirmaba que «el poder autónomo de Cataluña es el último poder republicano que queda en pie en España».
Poco después se producía una reorganización del gobierno catalán. El 28 de junio, Josep Dencàs se hacía cargo de la cartera de Gobernación, sustituyendo a Joan Selves i Carner, que había muerto inesperadamente. Militante de ERC, Dencàs era el fundador y líder de las Joventuts d'Esquerra Republicana-Estat Català (JEREC), las cuales formaban el ala independentista de Esquerra. Las JEREC se oponían frontalmente al anarcosindicalismo, porque consideraban que los conflictos sindicales desviaban la atención de los obreros de la lucha verdaderamente importante, la "nacional". Para ello, contaban con una fuerza de choque, los escamots. Tras su nombramiento, Dencàs nombró a Miquel Badia, amigo y colaborador en las JEREC, como responsable de Orden Público. El tándem Dencàs-Badia adoptó métodos expeditivos contra las organizaciones sindicales, lo que sería muy criticado. Un aspecto no esclarecido sobre los sucesos de octubre de 1934 en Barcelona fue la razón por la cual el presidente Companys encargó la cartera de Gobernación a alguien tan alejado ideológicamente, al cual incluso desde dentro del gobierno catalán se había calificado de fascista, y en unos momentos de máxima tensión social. El historiador Jordi Rabassa apunta dos posibles razones. Una sería que Companys necesitaba aplicar una política más contundente en el ámbito del orden público y no quería aparecer como el responsable de ello, para lo que necesitaría a Dencàs como chivo expiatorio. Otra sería que, en caso de fracasar, Companys podría deshacerse los independentistas de Estat Català, el grupo más fuerte opuesto a su política dentro de su partido. El propio Dencàs afirmaría que Companys le había nombrado consejero de Gobernación para preparar una revuelta independentista. Durante los meses siguientes, Dencàs amenazaría varias veces con dimitir, al no haber recibido el visto bueno del gobierno catalán para desencadenar la intentona independentista, el cual tampoco había autorizado la compra de armas en Europa para preparar la rebelión.
El conflicto entre los gobiernos central y autónomo siguió durante el verano. El 26 de junio, el gobierno de Samper anunciaba que declaraba la nueva ley catalana nula y sin efecto, al tratarse de la misma ley que había sido declarada anticonstitucional y que estaba considerando legislar por decreto en relación con los conflictos de competencias entre los gobiernos estatal y autónomo. Ante la oposición parlamentaria, el gobierno Samper renunció a sus pretensiones de legislar por decreto, sometiéndose a un voto de confianza el 4 de julio con el objeto de resolver el conflicto de acuerdo a la Constitución y al Estatuto. El 10 de julio, la Generalidad aprobaba varios decretos para aplicar la ley objeto de la polémica pero, al mismo tiempo, ambos gobiernos buscaban un acuerdo que pusiera fin al conflicto. No ayudaba a la resolución el hecho de que, a diferencia de Macià, Companys no tenía las mismas relaciones personales con Alcalá Zamora. Durante el mes de julio, el consejero de Justicia de la Generalidad de Cataluña, Joan Lluhí, se reunía con Samper, en tanto que el ejecutivo catalán declaraba oficialmente que era su intención hacer que la legislación sobre contratos de cultivo se ajustase a las «leyes básicas» de la República. Mientras tanto, seguía el proceso de traspaso de competencias a la Generalidad de Cataluña. El 13 de septiembre, la Generalidad publicó unos nuevos decretos que modificaban los iniciales siguiendo lo requerido por el gobierno estatal. A pesar de otros desencuentros entre ambas administraciones (que produjeron incluso una nueva denuncia del ejecutivo Samper contra el catalán por injurias y desacato a cuenta de unas declaraciones de Companys contra una ley que regulaba la jurisdicción de la Generalidad sobre el personal de la administración de justicia se llegó a un acuerdo el 21 de septiembre, pero este acuerdo no fue aceptado por la Confederación Española de Derechas Autónomas (CEDA), de forma que cuando Samper presentó el acuerdo, declarando que las modificaciones introducidas eliminaban la anticonstitucionalidad de la ley original, Gil-Robles, líder de la CEDA, anunció que retiraban su apoyo al gobierno, por lo que este dimitió. Tres días después se anunció la creación de un nuevo gobierno, bajo la presidencia de Alejandro Lerroux y la presencia de tres ministros de la CEDA. Los partidos republicanos (salvo el radical) expresaron inmediatamente su rechazo a dicha fórmula.

### La proclamación del Estado catalán
| CATALANES: Las fuerzas monarquizantes y fascistas que de un tiempo a esta parte pretenden traicionar a la República han logrado su objetivo y han asaltado el poder. Los partidos y los hombres que han hecho públicas manifestaciones contra las menguadas libertades de nuestra tierra, los núcleos políticos que predican constantemente el odio y la guerra a Cataluña, constituyen hoy el soporte de las actuales instituciones. [..] Todas las fuerzas auténticamente republicanas de España, y los sectores sociales más avanzados, sin distinción ni excepción, se han alzado en armas contra la audaz tentativa fascista. [..] En esta hora solemne, en nombre del pueblo y del Parlamento, el Gobierno que presido asume todas las facultades del Poder en Cataluña, proclama el estado catalán de la República Federal española, y al establecer y fortalecer la relación con los dirigentes de la protesta general contra el fascismo, les invita a establecer en Cataluña el gobierno provisional de la República, que hallará en nuestro pueblo catalán el más generoso impulso de fraternidad en el común anhelo de edificar una República Federal libre y magnífica. [..] CATALANES: La hora es grave y gloriosa. El espíritu del presidente Macià, restaurador de la Generalidad, nos acompaña. Cada uno en su lugar y Cataluña y la República en el corazón de todos. ¡Viva Cataluña! ¡Viva la República! ¡Viva la libertad! — Bando de la Generalidad de Cataluña Lluís Companys, Presidente de la Generalidad - Joan Casanovas, Presidente del Parlamento - Los Consejeros: Joan Lluhí i Vallescà, Josep Dencàs i Puigdollers, Martí Esteve i Guau, Ventura Gassol i Rovira, Joan Comorera i Soler, Martí Barrera i Maresma, Pere Mestres i Albert Barcelona, 6 de octubre de 1934 |

Tras la entrada en el gobierno de la República de tres ministros de la CEDA y al desatarse la huelga revolucionaria convocada por los socialistas en octubre en diversos puntos del país, el 6 de octubre de 1934 Companys, tras acusar al nuevo gobierno español de «monarquizante» y «fascista», proclamó el «Estado Catalán» dentro de la República Federal Española, invitando a los republicanos de izquierda de toda España a establecer un gobierno provisional de la República en Barcelona. Según declararía Companys durante su posterior juicio, el 5 de julio Joan Lluhí le habría pedido en nombre del ejecutivo catalán a Azaña, que se encontraba en Barcelona tras asistir al entierro de su antiguo colaborador Jaume Carner Romeu, que encabezase un gobierno provisional de la República en la capital catalana, pero este no habría aceptado.
Companys contaba con el apoyo de las fuerzas catalanistas de izquierda y con los partidos y organizaciones obreras, agrupados en la Alianza Obrera. Con la importante salvedad de la CNT que se había negado a secundar la huelga.
Este hecho es uno de los más controvertidos de la Segunda República y especialmente de los protagonizados por Companys. Existen innumerables interpretaciones del hecho. Stanley G. Payne, en La primera democracia española (1995), afirma que «Companys era un hombre básicamente sensato que llevaba meses sometido a presiones extremas de los catalanistas radicales». Pere Anguera, en La España de los nacionalismos y las autonomías (2003) señala a la radicalización social del independentismo y a la catalanista de los partidos marxistas, en un clima de crisis política entre los gobiernos de distinto signo en Madrid y Barcelona. En este contexto, Companys habría tratado de frenar una revolución social, desencadenando un movimiento político a cuyo frente se situaba, con el propósito de desactivar la revuelta social. También habría pretendido no perder el control de la Unió de Rabassaires y habría influido los posicionamientos crecientemente radicales y catalanistas de independentistas y partidos obreros. Josep Sánchez Cervelló, en el capítulo dedicado a Companys en En el combate por la Historia (2012), interpreta que con el desencadenante formal de la entrada de la CEDA en el ejecutivo, fueron las tensiones dentro de su gobierno entre los partidarios de mantener una alianza estrecha con las fuerzas de la izquierda republicana del resto de España (postura defendida por Joan Lluhí, consejero de Justicia), los independentistas (con Josep Dencàs, consejero de Gobernación, a la cabeza), y los que fundamentalmente promovían una revolución socialista (Joan Comorera, líder de la USC y consejero de Economía y Agricultura), los que llevaron a Companys a la radicalización y a la proclamación del 6 de octubre, con la que pretendía asumir un perfil catalanista del que según sus críticos habría carecido hasta entonces.

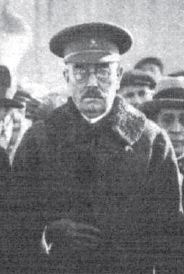
El general Domingo Batet redujo la sublevación iniciada por Companys con un mínimo derramamiento de sangre.

Tras la intervención militar dirigida por el comandante en jefe de la IV División Orgánica, el general Batet, Companys fue detenido junto con el gobierno catalán en pleno y encarcelado en el buque Uruguay, fondeado en el puerto de Barcelona, que fue requisado para ser utilizado como prisión. Companys y sus consejeros permanecieron recluidos en el Uruguay hasta el 7 de enero de 1935, cuando fueron trasladados a la cárcel Modelo de Madrid para ser juzgados por el Tribunal de Garantías Constitucionales. En abril del mismo año, fue visitado por el diputado Jaume Mestres, Francisco Gómez-Hidalgo, Salvador Gruxent, Antoni Costa, Jaume Tolosa, Joan Voltà, Emília López, Joan Moles, Elionor Oriola Carré, entre otros, representantes d'Esquerra Republicana de Catalunya, Unió Socialista de Catalunya, Ateneo Politècnico de Barcelona y Partit Comunista Català.
Las consecuencias para la autonomía catalana fueron desastrosas. El 7 de octubre, con el país aún bajo el estado de guerra, el general Batet designó al coronel de Intendencia Francisco Jiménez Arenas presidente accidental de la Generalidad. El 2 de enero, las Cortes aprobaban una ley por la que se suspendía el estatuto de autonomía, nombrándose a un gobernador general de Cataluña que asumía las funciones del presidente de la Generalidad y de su consejo ejecutivo. En noviembre, Amadeu Hurtado, presidente de la Real Academia de Jurisprudencia y Legislación de Cataluña había tratado de buscar una solución que salvase el autogobierno catalán del procesamiento de sus dirigentes, proponiendo que la presidencia de la Generalidad, en ausencia de su presidente, y del presidente del parlamento, fuese ocupada por el vicepresidente, Antonio Martínez Domingo, de la Lliga. Sin embargo, Companys desautorizó cualquier posible arreglo, impidiendo cualquier colaboración por parte de Esquerra Republicana.
Companys y sus consejeros fueron juzgados por rebelión por el Tribunal de Garantías Constitucionales. El 6 de junio de 1935 por diez votos a favor y ocho en contra, Companys y los miembros de su gobierno fueron condenados a treinta años de reclusión mayor e inhabilitación absoluta. Posteriormente Companys y los consejeros Comorera y Lluhí fueron trasladado al penal de El Puerto de Santa María (Cádiz), en tanto que el resto de consejeros eran internados en la cárcel de Cartagena.
A pesar de ello, fue candidato del Front d'Esquerres en las elecciones de febrero de 1936 por la circunscripción de Barcelona-ciudad, resultando elegido diputado.

### La restauración de la Generalidad de Cataluña
Tras el triunfo del Frente Popular en las elecciones celebradas el 16 de febrero de 1936, no tardó en llegar la amnistía. Tras la dimisión de Portela, Azaña formó gobierno el 19 de febrero. Ante los continuos tumultos y manifestaciones exigiendo que los presos de octubre fuesen liberados, el presidente del Consejo propuso a la Diputación Permanente de las Cortes un decreto de amnistía. El 21 resultaba aprobado el decreto-ley y se dieron las instrucciones para que se produjese urgentemente la liberación de presos. Esa noche, Companys y sus compañeros del penal del Puerto de Santa María, Comorera y Lluhí, fueron liberados y trasladados hacia Madrid, pasando por Córdoba, donde pernoctaron. Al día siguiente, se reunieron en Ocaña con los otros cuatro consejeros, que venían de Cartagena y con todo el grupo de amigos y familiares que se había desplazado desde Barcelona para recibirlos. Esa noche llegaron a Madrid.

### Guerra Civil
Liberado en 1936 tras la victoria del Frente Popular, en previsión de un posible golpe militar nombró al capitán Frederic Escofet como Comisario General de Orden Público de Cataluña.
Tras el fracaso del golpe de Estado del 18 de julio al que hicieron frente fundamentalmente milicias anarquistas, el presidente Companys firmó el 21 de julio un decreto de creación del Comité Central de Milicias Antifascistas de Cataluña. El 11 de septiembre de ese año, La Vanguardia recogía unas declaraciones suyas con los titulares «el Presidente condena los actos de terrorismo» y «hay que terminar con los actos que se cometen al margen de la Justicia». Pero no solo se trató de declaraciones públicas, enmarcadas en la pugna del gobierno de la Generalidad con el Comité Central de Milicias Antifascistas: Companys fue una pieza fundamental, dado el cargo que ocupaba, en una tarea que involucró a muchas más personas, y cuyos rostros más visibles fueron los consejeros Ventura Gassol y Josep Maria Espanya, el presidente del Parlamento de Cataluña, Joan Casanovas, y el rector de la Universidad de Barcelona, Pedro Bosch Gimpera. En conjunto, salieron de los puertos catalanes 9206 personas (incluyendo entre ellos al cardenal y arzobispo de Tarragona Vidal y Barraquer, capturado por milicianos de la FAI y salvado in extremis de ser asesinado) hacia Marsella y Génova, la mitad de ellos durante 1936, utilizando pasaportes, visados y salvoconductos, muchas veces falsos, expedidos por la Generalidad de Cataluña. En su calidad de presidente, Companys firmó con el delegado del Comité Internacional de la Cruz Roja un convenio que preveía que cualquier persona pudiese abandonar la zona de España en la que se encontrase, el cual no fructificó al negarse las autoridades franquistas a firmarlo también.

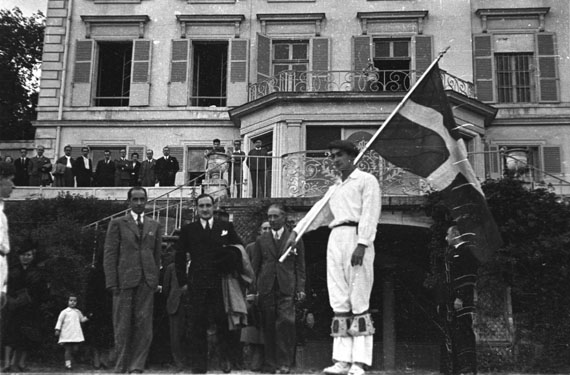
El lehendakari del Gobierno de Euzkadi, José Antonio Aguirre Lecube, y el presidente de la Generalidad de Cataluña, Lluís Companys, en Barcelona. Autor: Jesús Elosegi Irazusta (16 de octubre de 1938).

Durante toda la guerra encabezó el Gobierno de Cataluña tratando de mantener la unidad entre los partidos y sindicatos que le apoyaban. Ello fue muy difícil por las tensiones entre comunistas y socialistas agrupados en el Partido Socialista Unificado de Cataluña con los anarquistas de la Confederación Nacional del Trabajo, apoyados estos últimos por el POUM. A partir de octubre de 1937 se sucedieron sus enfrentamientos con el Gobierno republicano de Juan Negrín, instalado en Barcelona, y en abril de 1938, tras la ocupación de Lérida, escribió una carta al presidente del Gobierno español, quejándose de las arbitrariedades que estaba cometiendo y de la marginación que sufría el Gobierno catalán. Casi al mismo tiempo, la nueva administración franquista acordaba, mediante una ley promulgada en Burgos el 5 de abril, con las firmas del ministro del Interior Ramón Serrano Súñer y del general Franco, la derogación formal del estatuto de Cataluña

## Exilio
Después del triunfo franquista en la batalla del Ebro, la ofensiva sobre Cataluña comenzó el 23 de diciembre de 1938. El 3 de enero, las tropas franquistas pasaron el Ebro en un movimiento crucial para la suerte de la ofensiva. Desde entonces, las tropas republicanas se batieron en retirada, sin lograr establecer ninguna línea de resistencia efectiva. El 15 de enero cayó Tarragona y a partir de entonces, la aviación franquista bombardeaba día y noche Barcelona. El 18 de enero se celebró un consejo de ministros en Barcelona al que también asistieron el presidente de las Cortes, Martínez Barrio y Companys, en el que se decretó, más de dos años después del inicio de la guerra, el estado de guerra. Ante la petición del presidente del Consejo, Negrín, y a pesar de saber ya que la guerra estaba perdida, el 20 de enero Companys dirigió un mensaje radiofónico al pueblo catalán pidiendo una postrera resistencia ante las tropas franquistas que avanzaban sobre Barcelona. El día siguiente, Negrín convocó a Companys a una reunión urgente. En ella, le comunicaba que Barcelona era indefendible y que en pocas jornadas sería ocupada irremisiblemente por el ejército franquista. Por ello, le comunicaba que la Generalidad debía evacuar Barcelona. El día 22, Negrín ordenaba que los organismos estatales abandonaran Barcelona y se dirigieran a Gerona y Figueras. Al día siguiente, Companys se preparó para partir. Aunque había considerado permanecer en Barcelona y esperar en su despacho a las nuevas autoridades, Companys salió de Barcelona a las tres de la madrugada del día 24. La noche anterior cenó con su amigo Josep Andreu i Abelló, presidente del Tribunal de Casación de Cataluña. Ambos recorrieron en coche las calles desiertas de Barcelona. Andreu narró ese último paseo nocturno de Companys en la capital de Cataluña:

Fue una noche como nunca olvidaré. El silencio era total, un silencio terrible, como solo se advierte en el punto culminante de una tragedia. Fuimos a la plaza de Sant Jaume y nos despedimos de la Generalidad y de la ciudad. Eran las dos de la madrugada. La vanguardia del ejército nacionalista estaba ya en el Tibidabo y cerca de Montjuïc. No creíamos que volviésemos jamás.

El día 26, la vanguardia franquista tomó Barcelona. Decenas de miles de refugiados se dirigían, junto las tropas republicanas en retirada, a la frontera. Tras pasar por San Hilario Sacalm y Darníus, acompañado por los consejeros Tarradellas, Sbert y Pi i Sunyer, así como por Andreu i Abelló, Companys llegó el 30 de enero al mas Perxés en Agullana, apenas a cinco kilómetros de la frontera por una carretera de montaña (evitando la aglomeración de refugiados en La Junquera). Allí se reunió con él, el 4 de febrero, el lehendakari Aguirre, amigo de Companys, que se había desplazado desde París a Cataluña para organizar la evacuación de las oficinas del Gobierno de Euzkadi en Barcelona y de los refugiados vascos y que le había hecho a Companys la promesa de acompañarle en su salida al exilio.

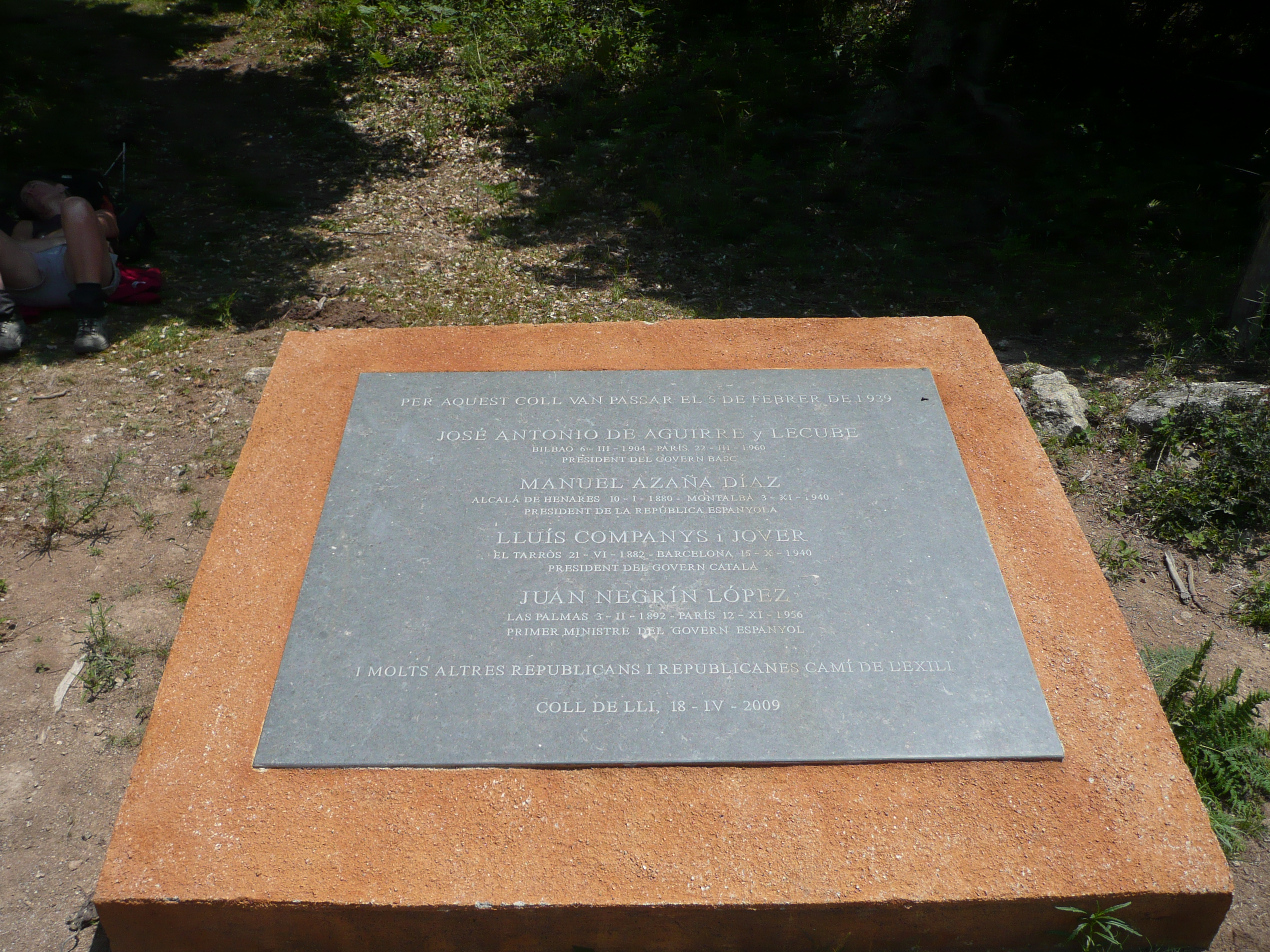
Placa conmemorativa del paso deAzaña, Martínez Barrio, Companys y Aguirre el 5 de febrero de 1939 por el collado de Lli, entre La Bajol y Las Illas (Francia).

El 5 de febrero abandonaron el país Azaña y Martínez Barrio, acompañados por Negrín. Inicialmente se había acordado que los cinco presidentes partieran al mismo tiempo, pero finalmente Azaña y Negrín se adelantaron. Horas después les siguió una comitiva formada por Companys, Aguirre y altos cargos de la Generalidad y del Gobierno Vasco. En el kilómetro 8 de Agullana hacia La Bajol se desviaron escoltados por el comandante Escofet y sus hombres por un camino de cabras ascendiendo el collado de Lli y luego descendieron hacia Les Illes. En el descenso se cruzaron con Negrín que regresaba a España después de acompañar a Azaña a Francia. José Antonio Aguirre, rememoró después en sus escritos: «Pocas personas han conocido como yo momentos de intimidad de Companys, que es cuando se descubren los hombres tal como son...aquel hombre estaba sumido en un profundo abatimiento...yo le animaba diciendo que los pueblos no mueren como los hombres y que llegaría la hora de nuestro triunfo... “no es eso..., me contestó, mi preocupación en estos momentos está concentrada en todos esos compatriotas mios que huyen sin amparo y en mi hijo enfermo”... me confió que todos sus ahorros no llegaban al equivalente a dos mil dólares y añadió...“ ese dinero no es para mí, lo tenía fuera para atender la curación de mi pobre hijo que está en un sanatorio de Bélgica... yo me moriré de hambre si es preciso, pero mi hijo no, no”.». Aguirre escribió que llevó el asunto a la primera reunión del gobierno vasco en París acordándose ayudar económicamente a Companys en los primeros momentos en Francia.
Tanto la Generalidad como el exilio catalán atravesaron graves dificultades económicas pues el gobierno catalán, presionado por orden ministerial de Negrín, entregó sus fondos de tesorería al gobierno central de la II República. Ello lo realizó el consejero de Hacienda Josep Tarradellas el 2 de febrero antes de cruzar la frontera. Al no tener recursos propios, el exilio catalán estuvo supeditado a la ayuda económica del SERE presidido por Negrín o de la JARE de Prieto.
Tras pasar por Perpiñán se trasladó a París, donde ya se encontraba su esposa, Carme Ballester, instalándose en el Boulevard de la Seine cerca de la modesta representación que la Generalidad había establecido en la Rue Pepinière. Su situación allí distaba de ser cómoda. Companys se había convertido en el blanco de las críticas por parte de todos los sectores del catalanismo (tanto de los que se exiliaron tras el estallido de la guerra como de aquellos que llegaron a Francia tras la caída de Cataluña). Le acusaban de ser el culpable de todos los males que había sufrido Cataluña. A Companys le responsabilizaban de no hacer frente a los revolucionarios que tomaron virtualmente el poder en Cataluña tras el fracaso de la sublevación, de haberles dejado hacer y, por tanto, de forma indirecta, de ser corresponsable de las víctimas de la violencia revolucionaria y de la mala imagen que tales desmanes habían proyectado en el exterior. También se le achacaba no haber podido mantener su papel como presidente y el de su partido como fuerza dominante en Cataluña y haberse convertido en un títere primero de los anarquistas y luego de los comunistas, con lo que habría paralizado el proceso de recuperación política y cultural catalanes iniciado con la Renaixença. Companys confesó a Rafael Tasis que le preocupaba la actitud de muchos exiliados catalanes hacia él atribuyéndole la culpa de muchas cosas, considerándolo poco catalanista y más asociado al republicanismo español, así como culpándolo de haberse dejado engañar por falsas promesas.
Una de sus primeras decisiones en el exilio fue formar la Fundación Ramon Llull para proteger la lengua y la cultura catalana en marzo de 1939. Fue dirigida por prestigiosos exiliados como el catalán Pompeu Fabra, y el andaluz Pablo Picasso como presidente de honor de la sección de artes plásticas.
Al declarase la Segunda Guerra Mundial, el único órgano político representativo de Cataluña y su único símbolo era la Presidencia de la Generalidad pues el gobierno catalán se había disuelto y el parlamento no se podía reunir al estar dispersos sus diputados. Con el catalanismo dividido y las autoridades francesas imponiendo restricciones a las actividades políticas, Companys decidió constituir el Consejo Nacional de Cataluña. Debía ser un organismo nacional representativo en el exilio. Consultados las personalidades más relevantes, estos propusieron que no participase ningún político que hubiese tenido un cargo oficial en Cataluña y que Companys renunciara a la Presidencia de la Generalidad. Companys optó por una vía intermedia constituyendo un Consell con cinco personalidades culturales. Pero este organismo no tuvo transcendencia pues tres meses después Companys fue detenido y fusilado otros dos meses más tarde.

## Detención, extradición a España y fusilamiento

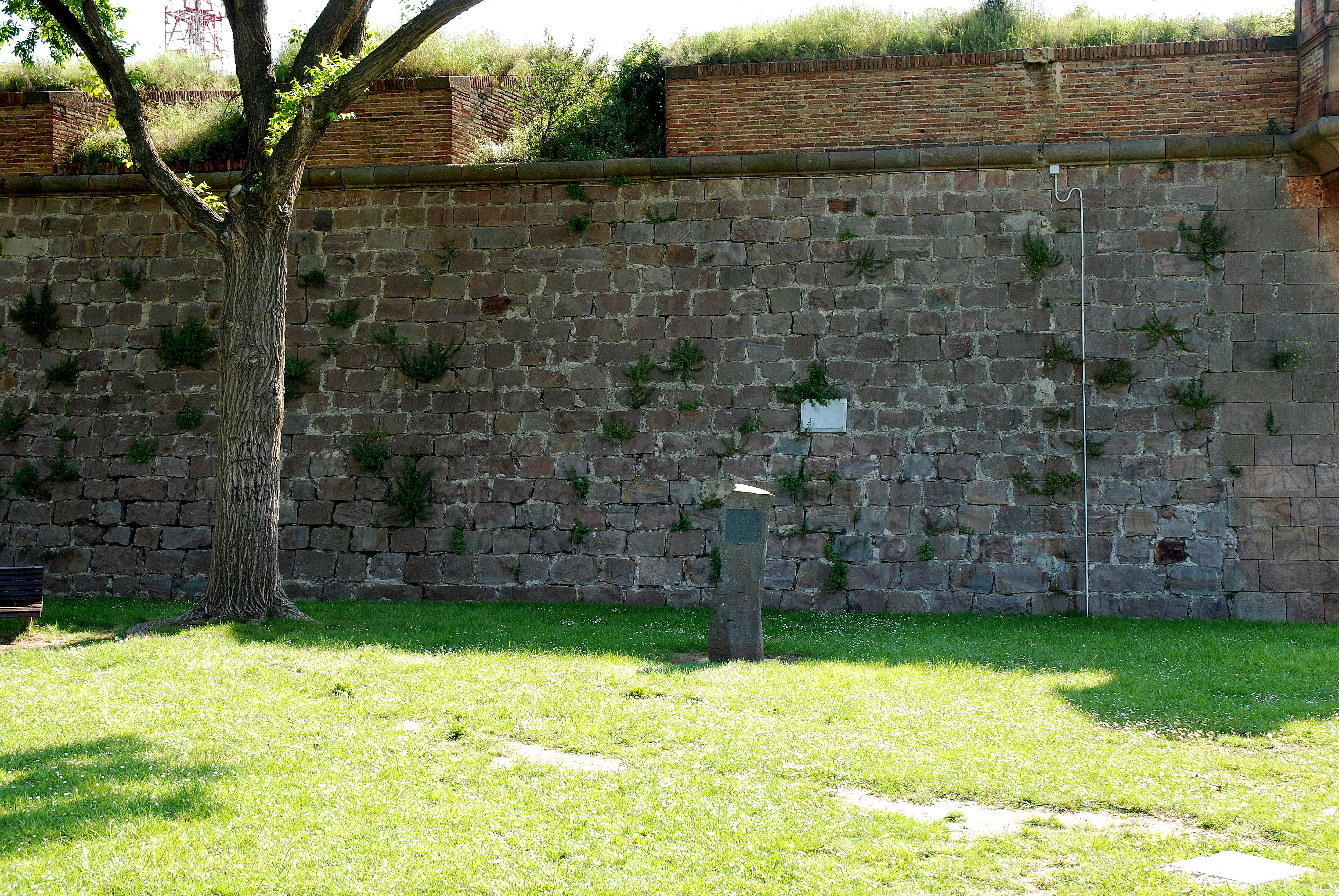
Paredón del castillo de Montjuic donde fue fusilado Companys el 15 de octubre de 1940

La presencia de Companys en París había suscitado reticencias por parte de las autoridades francesas, que lo querían fuera de la capital por su radicalismo y por agitar a las masas de refugiados. Debido a ello Companys abandonó París en junio de 1939. Gracias a las gestiones de Joan Casanelles, antiguo diputado y amigo de Companys, el presidente y su esposa se establecieron en la localidad bretona de La Baule-les-Pins. Desde allí se desplazaba frecuentemente a París, tanto para estar al corriente de los asuntos gestionados en la oficina parisina de la Generalidad, como para visitar a su hijo Lluís, que estaba internado en un sanatorio debido a su grave enfermedad mental. En mayo, su hija Maria y su marido Hèctor Gally habían partido hacia México. A pesar de los ruegos de su hija, Companys decidió quedarse en Francia para no perder el contacto con su hijo. Con la derrota francesa ante la Alemania nazi y la firma de la capitulación, el matrimonio Companys quedó en la zona ocupada. Tras la caída de París en manos de los alemanes (14 de junio), el embajador español en Francia, José Félix de Lequerica, solicitó a las nuevas autoridades que todas las organizaciones de exiliados españoles e instituciones políticas fueran disueltas. Con la colaboración de las autoridades alemanas, el personal de la embajada pudo incautar todo el patrimonio de dichas organizaciones. Tras la firma del armisticio, Ramón Serrano Suñer, ministro de la Gobernación, envió a Francia al secretario general de la Dirección General de Seguridad, con el objetivo de localizar a los dirigentes republicanos que aún estaban en Francia, conseguir su captura y entrega a España. Gracias a la documentación incautada, el 8 de agosto las autoridades de la zona de ocupación alemana recibieron una lista con 800 nombres para su detención y entrega a las autoridades franquistas.
El 13 de agosto de 1940 agentes de la policía militar alemana detuvieron a Companys en una casa de La Baule-les-Pins, junto a Nantes. El 20 de agosto fue trasladado a la prisión de La Santé en París. El 26 de agosto, la dirección del centro penitenciario recibió una petición del encargado de la embajada española en París, siguiendo órdenes del director general de Seguridad franquista José Finat y Escrivá de Romaní, para que Companys fuera entregado al Gobierno de Franco. Al día siguiente, a las cinco de la madrugada, partía de París trasladado en automóvil hacia España. Finalmente, Companys era entregado a las autoridades franquistas el 29 de agosto de 1940.

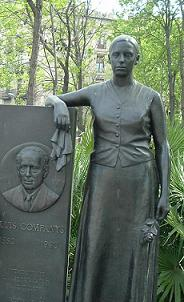
Monolito erigido en el paseo de Lluís Companys de Barcelona. Realizado en piedra de Montjuic, sobre él se encuentra un medallón con la figura de Companys. A su costado, una estatua de bronce de unos dos metros de alto representando a una niña, Conxita Julià, con un pañuelo en la mano. Conxita escribió poemas a Companys mientras se encontraba preso en el penal del Puerto de Santa María. A su regreso a Barcelona, le regaló uno de sus pañuelos.

El policía español Pedro Urraca Rendueles realizó la entrega de Companys al gobierno del general Franco a través de la frontera de Irún. Fue trasladado ese mismo día a la Dirección General de Seguridad en Madrid, donde estuvo incomunicado durante los quince primeros días y permaneció recluido hasta el 3 de octubre de 1940, siendo vejado y torturado. Desde ahí fue enviado a Barcelona y, tras una parada en Zaragoza durante el trayecto, el mismo 3 de octubre por la noche ingresaba en el castillo de Montjuic, que servía de prisión. Allí fue juzgado en consejo de guerra sumarísimo el 14 de octubre. Su defensor de oficio fue el capitán de artillería Ramón de Colubí. Como había sido juzgado en rebeldía y en aplicación retroactiva de la Ley de Responsabilidades Políticas por un tribunal especial de Barcelona, solo fue juzgado y sentenciado por «Adhesión a la rebelión militar», en una única jornada por un tribunal militar sumarísimo sin garantías. Tras un juicio que duró unas pocas horas, fue sentenciado a morir fusilado. El dictador Franco dio el «enterado», por lo que el fusilamiento tuvo lugar al alba del día siguiente, 15 de octubre de 1940, en el foso de santa Eulalia del castillo de Montjuic. No quiso que se le pusiera una venda en los ojos y murió diciendo: «Per Catalunya!» («¡Por Cataluña!»).
En la década de 1990, el alemán Helmut Kohl y el francés François Mitterrand pidieron perdón en nombre de sus respectivos países por haber colaborado en la detención y deportación de Lluís Companys. En junio de 2013, Esquerra Republicana de Catalunya se querelló en Argentina contra el Estado español, con motivo de los crímenes del bando franquista contra cargos republicanos.
El 21 de diciembre de 2018 el Gobierno de España presidido por Pedro Sánchez acordó en un Consejo de Ministros celebrado en Barcelona condenar el juicio sumarísimo a que fue sometido Companys y restaurar su honorabilidad. Ello no supuso de momento la anulación de la sentencia, que deberá promulgarse por ley. Un mes después, la ministra de Justicia Dolores Delgado entregaba en México a la nieta de Companys la documentación que reconoce la «restitución de la plena dignidad» del presidente.

## Legado
En 1943, Ángel Ossorio Gallardo, el político y abogado que lo había defendido tras los hechos de octubre de 1934 escribió Vida y sacrificio de Companys.
En 1979, el ayuntamiento de Barcelona, el primero elegido democráticamente desde la República, acordó proceder al cambio de nombre del Salón de Víctor Pradera, un paseo que se encontraba entre el Arco de Triunfo y el parque de la Ciudadela. Desde entonces, la avenida lleva el nombre de paseo de Lluís Companys. En 1997 se erigió allí una escultura en homenaje a su figura.
En julio de 2001, el estadio Olímpico de Montjuic, en el que se celebraron las pruebas de atletismo de los Juegos Olímpicos de verano de Barcelona en 1992, recibió el nombre de Lluís Companys, según resolución del ayuntamiento de Barcelona a propuesta de Comisiones Obreras de Cataluña.
En 2005 se erigió un monolito en el foso de Santa Eulalia del castillo de Montjuic, frente al lugar donde Companys fue ejecutado. La inauguración tuvo un carácter institucional bajo la presidencia del presidente de la Generalidad, Pasqual Maragall.
En 2014 se inauguró en su pueblo natal, El Tarròs, el centro de interpretación Espai Lluís Companys, con una exposición permanente dedicada a su figura, obra y contexto histórico. 

## Filmografía
- Forn, Josep María. Companys, proceso a Cataluña, 1979.